# Kristian Jaani
Kristian Jaani, född 11 december 1976 i Tallinn i dåvarande Estniska SSR, är en estnisk polisämbetsman och politiker. Från 26 januari 2021 var han Estlands inrikesminister i Kaja Kallas regering. Jaani är partilös men nominerades till posten av Estniska centerpartiet.

## Biografi
Jaani tog polisexamen vid Estlands säkerhetsakademi 1999 och har en examen i inre säkerhet från samma lärosäte. Han gjorde karriär inom Tallinns polisdistrikt och därefter i Norra Estlands polisdistrikt, där han från 2013 till 2021 var chef för Norra Estlands polisdistrikt och gränsbevakningen. Jaani är partilös men nominerades i januari 2021 av Centerpartiet som inrikesminister i Kaja Kallas tillträdande mittenkoalitionsregering. Han efterträdde då Alar Laneman (EKRE) på posten.